# Veliki Drenovac
Veliki Drenovac (en serbio: Велики Дреновац) es un pueblo del municipio de Aleksinac, Serbia. Según el censo de 2002, el pueblo tiene una población de 483 personas. 